# Anna Knauer
Anna Knauer (* 20. Februar 1995 in Eichstätt) ist eine ehemalige deutsche Radrennfahrerin.

## Sportliche Karriere
2011 errang Anna Knauer sechs deutsche Meistertitel in der Jugendklasse: im Straßenrennen und im Einzelzeitfahren auf der Straße sowie im Punktefahren, 500-Meter-Zeitfahren, in Einer- und in der Mannschaftsverfolgung (mit Luisa Kattinger und Gudrun Stock) auf der Bahn. 2012 wurde Anna Knauer deutsche Meisterin der Juniorinnen im Straßenrennen und entschied die Gesamtwertung der Rad-Bundesliga für sich. Im selben Jahr errang sie bei den Bahn-Europameisterschaften (U23) im Veldrom im portugiesischen Anadia die Goldmedaille im Omnium sowie die Silbermedaille in der Einerverfolgung und belegte Rang zehn im Einzelzeitfahren der Junioren-Europameisterschaft im niederländischen Goes.
2013 wurde die Allrounderin Knauer erneut sechsfache deutsche Meisterin, jetzt als Juniorin: im Straßenrennen sowie in den Bahndisziplinen Punktefahren, Einerverfolgung, Zeitfahren, im Teamsprint (mit Sabina Ossyra) und in der Mannschaftsverfolgung (mit Kattinger, Stock und Tatjana Paller). Bei den Junioren-Bahnweltmeisterschaften im selben Jahr in Glasgow wurde sie Weltmeisterin im Omnium. Die Trainerin des Bayerischen Radsportverbandes, Elisabeth Lutzke, bezeichnete Anna Knauer 2013 als „echtes Ausnahmetalent, wie man es nicht alle Jahre im Leistungssport hat“.
2014 errang Anna Knauer bei den Bahneuropameisterschaften in Guadeloupe die Bronzemedaille im Omnium und war damit die erste deutsche Radsportlerin, der es gelang, in der internationalen Eliteklasse eine Medaille in diesem Mehrkampf zu gewinnen. Bei den UEC-Bahn-Europameisterschaften der Junioren/U23 2015 in Athen holte sie mit Mieke Kröger, Lisa Klein und Gudrun Stock die Silbermedaille in der Mannschaftsverfolgung.
2016 wurde Knauer für die Teilnahme an den Olympischen Spielen in Rio de Janeiro nominiert, wo sie Rang 13 im Omnium belegte. Im selben Jahr wurde sie in die neu eingerichtete Sportfördergruppe der bayerischen Polizei aufgenommen. 2017 musste sie wegen „Übertraining“ eine mehrmonatige Pause im Radsport einlegen, bis sie ab Anfang 2018 wieder Rennen fahren konnte. 2018 wurde sie zweifache deutsche Meisterin, im Zweier-Mannschaftsfahren und in der Mannschaftsverfolgung. Im August des Jahres belegte sie bei den Bahneuropameisterschaften im schottischen Glasgow hinter der mehrfachen Olympiasiegerin Laura Kenny im Ausscheidungsfahren Rang zwei.
2019 beendete Anna Knauer ihre Laufbahn: Sie habe keinen Spaß mehr am Radrennsport.

## Diverses
2019 fungierte Anna Knauer als Wiesnkönigin beim Volksfest in ihrer Heimatstadt Eichstätt.

## Erfolge

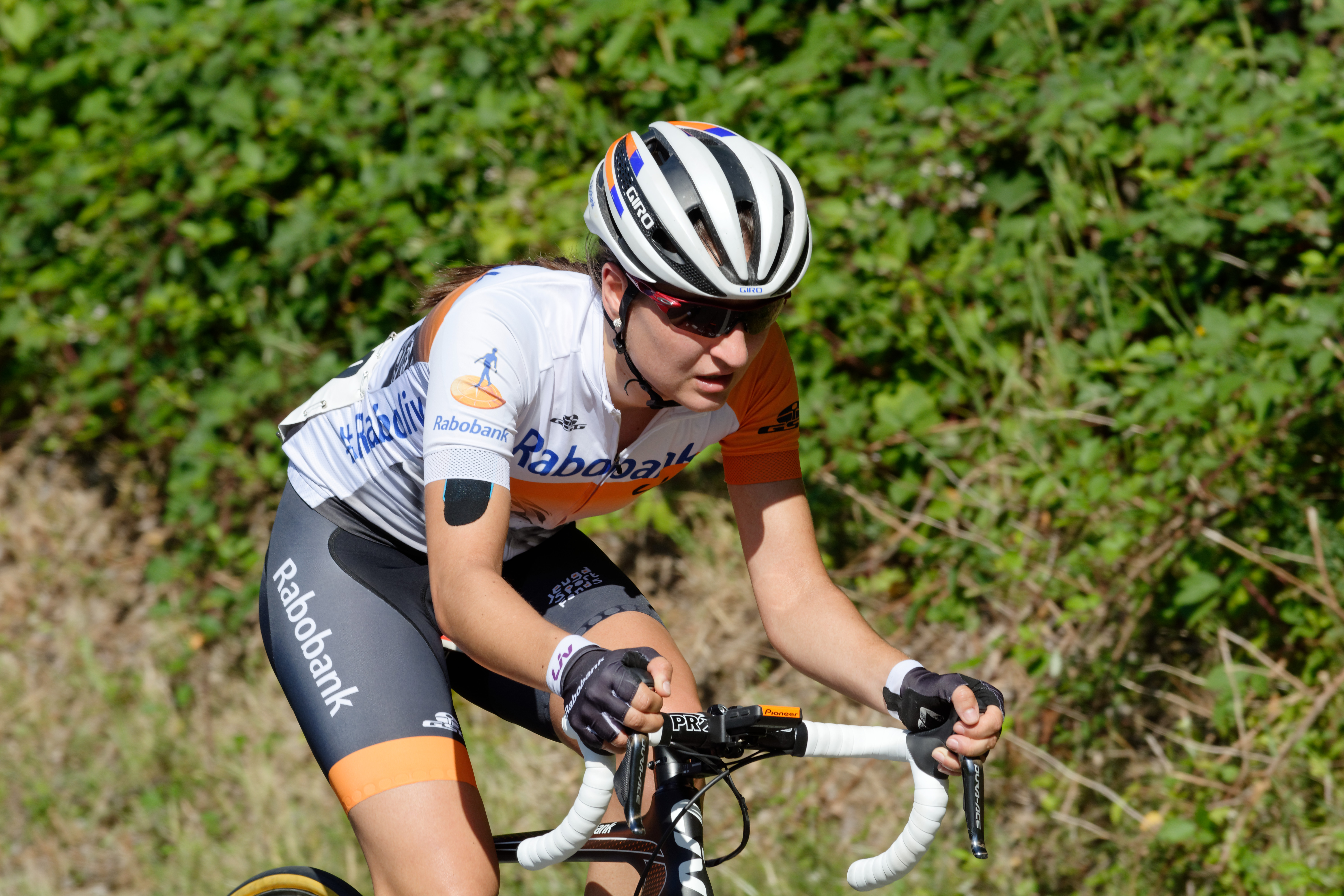
Anna Knauer bei den Deutschen Straßenmeisterschaften 2015

### Bahn
2011
- Deutsche Meisterin (Jugend) – Zeitfahren, Einerverfolgung, Punktefahren, Mannschaftsverfolgung (mit Gudrun Stock und Luisa Kattinger)

2012
- Junioren-Europameisterin – Omnium
- Junioren-Europameisterschaft – Einerverfolgung
- Deutsche Meisterin (Juniorinnen) – Punktefahren, Mannschaftsverfolgung (mit Julie Gudlowski und Ann-Leonie Wiechmann)

2013
- Junioren-Weltmeisterin – Omnium
- Deutsche Meisterin (Juniorinnen) – Punktefahren, Einerverfolgung, Zeitfahren, Mannschaftsverfolgung (mit Luisa Kattinger, Tatjana Paller und Gudrun Stock)

2014
- Bahn-Europameisterschaften – Omnium
- Deutsche Meisterin – Omnium

2015
- UEC-Bahn-Europameisterschaften (U23) – Mannschaftsverfolgung (mit Lisa Klein, Mieke Kröger und Gudrun Stock)
- Deutsche Meisterin – Omnium, Punktefahren

2016
- Deutsche Meisterin – Omnium

2018
- Europameisterschaft – Ausscheidungsfahren
- Deutsche Meisterin – Zweier-Mannschaftsfahren (mit Lisa Küllmer), Mannschaftsverfolgung (mit Charlotte Becker, Gudrun Stock und Vanessa Wolfram)

### Straße
2011
- Deutsche Meisterin (Jugend) – Straßenrennen, Einzelzeitfahren

2012
- Deutsche Meisterin (Junioren) – Straßenrennen

2013
- Deutsche Meisterin (Junioren) – Straßenrennen